# Croco I
Croco I (em latim: Chrocus/Crocus) foi um rei alamano ativo entre 253/260-268. Nada se sabe sobre seu parentesco, embora seja provável que foi pai do rei homônimo ativo no século IV. Ele invadiu e saqueou a Gália durante o reinado conjunto de Valeriano (r. 253–260) e Galiano (r. 253–268). Ele foi capturado próximo a Arelate (atual Arles) e executado.